# Den sämsta lösningen av alla
Den sämsta lösningen av alla ist ein Jazzalbum von Per Texas Johansson. Die im November 2022 im Studio Atlantis in Stockholm entstandenen Aufnahmen erschienen am 6. Oktober 2023 auf Moserobie Music Production.

## Hintergrund
Bei der Instrumentierung seines Albums Den sämsta lösningen av alla (deutsch „Die schlechteste Lösung von allen“) bezog Johansson Oboe und Englischhorn (die er neben weiteren Blasinstrumenten selbst spielt) die Pedal-Steel-Gitarre (Johan Lindström), Violine (Josefin Runsteen) und Vibraphon (Mattias Ståhl) ein, außerdem traditionellere Jazzinstrumente wie Piano, Bass und Schlagzeug, gespielt von Johan Graden, Petter Eldh und  Konrad Agnas.

## Titelliste
- Per Texas Johansson: Den Sämsta Lösningen Av Alla (Moserobie Music Production MMPLP133)[1]

1. Mardrömmen 4:44
2. Sent I Livet 4:42
3. Var Är Musiken 6:00
4. Den Sista Isen 3:54
5. Det Meningslösa 3:46
6. Den Sämsta Lösningen Av Alla 4:32
7. Stor Rädsla 3:05
8. En Särskild Värld 3:56
9. Somnambul 3:38

Die Kompositionen stammen von Per Texas Johansson.

## Rezeption
Obwohl die Präsentation durch und durch modern sei, gebe es in Per Texas Johanssons „Den sämsta lösningen av alla“ ein bleibendes Gefühl für alte Wurzeln, schrieb Dave Sumner in Daily Bandcamp. Spannend sei der Einfluss schwedischer Volksmusik auf diese Jazz-Aufnahme; Melodien würden sich wie epische Sagen entfalten, vorgetragen in einem rhythmischen Stil, der einfach fesselnd sei. Oboe und Englischhorn seien zwei der Holzblasinstrumente, die Johansson hier einsetze, und beide Sinnbild für die unkonventionelle Schönheit der Musik.
Dave Sumner zählte es schließlich zu den besten Jazzalben des Jahres; es hätte kein eleganteres Album gegeben, das im Jahr 2023 auf den Markt kam als „Den sämsta lösningen av alla“ von Per Texas Johansson. Die berauschende Mischung des Blasinstrumentalisten aus modernem Jazz, schwedischem Folk und Kammermusik sei nicht annähernd konventionell, und dennoch werde die Musik mit exquisiter Anmut dargeboten.